# 托波里謝
50°34′24″N 28°38′16″E / 50.57333°N 28.63778°E
托波里謝（烏克蘭語：Топорище），是烏克蘭北部的村莊，隸屬日托米爾州的日托米爾區。該村始建於1497年，面積21.97平方公里，2001年人口693，人口密度每平方公里31.54人。